# Constanze Dennig
Constanze Gabriela Luise Dennig-Staub (* 1954 in Linz) ist eine österreichische Nervenfachärztin in Graz und Wien, Autorin, Regisseurin, Produzentin zahlreicher Theaterprojekte, Theaterleiterin des Theater am Lend, Mitglied der Grazer Autorenversammlung und der IG Autorinnen, Autoren Österreich.

## Leben
Dennig studierte an der Universität Wien Medizin und machte am Wagner-Jauregg-Krankenhaus in Linz eine Facharztausbildung für Psychiatrie und Neurologie. 1983 zog Dennig nach Graz, wo sie eine Facharztpraxis mit angeschlossenem Therapiezentrum eröffnete. Nach Beendigung ihrer Tätigkeit in Graz, Ordination in Wien.
Ende 2007 entstand zusammen mit Edith Zeier-Draxl das Theater am Lend in Graz. Parallel zur Arbeit als Ärztin – die Tätigkeit als Psychiaterin und die Inhalte ihrer Autoren- und Theaterarbeit sieht sie stark vernetzt – entstanden Werke mit dem Schwerpunkt gesellschaftskritische Satire, Romane und Kurzgeschichten. Sie führt im Rahmen ihrer Theaterproduktionen Regie und baut Klappmaulpuppen.
Seit 2016 Trägerin des Goldenen Ehrenzeichens des Landes Steiermark.

## Preise
- Lubanova Theaterpreis, Moskau, 2016[1]
- International Union of Writers: Der Allrussische Literaturpreis von Fjodor Michailowitsch Dostojewski 2021[2]
- Preisträger des Internationalen Literaturfestivals "Kosaken aus Luhansk" 2021

## Werke

### Bücher
- Die rote Engelin, Eros, Omam und ich. Po@Co Edition Juni 2002, Roman
- Klonküsse, Hörbuch, Po@Co Edition, Buch 2005, Verlag der Apfel, Wien, Roman
- Homo touristicus, Verlag Der Apfel, Wien, Satirisches Sachbuch, April 2007
- Gunther ist zu munter, Kinderbuch,
- Niederschrift, Gegenschrift, Internetroman mit Markus Schleinzer
- Abgetaucht, Kriminalroman, Amalthea Signum Verlag
- Eingespritzt, Kriminalroman, Amalthea Signum Verlag
- Böse Samariter" Ein Fall für Alma Liebekind. Wien-Krimi, Haymon-Verlag, Innsbruck 2017, ISBN 978-3-7099-7892-4
- " Verkauft", Kriminalroman, Ueberreuter Verlag 2020
- "Willkommen Angst", Sachbuch, Ueberreuter Verlag 2023

Beiträge in "Was", diverse Anthologien.

### Theaterstücke
- Wie geht´s dir mit mir?, auch Drehbuch mit Margarethe Tiesel 2002
- Exstasy Rave, Uraufführung Jänner 2003, Theater am Ortweinplatz, Graz, Inszenierung Deborah Epstein, Schauspielhaus Graz, Net Festival Moskau, Publikation Schlag 2 Goethe-Institut Moskau, Ermolova Theater, Moskau 2017 Inszenierung Oleg Oleg MenshikovTheatre Divadlo Arena, Bratislava 2017Österreichisches Kulturforum, Warschau 2019
- Himmel über Bagdad 2004, szenische Lesung als Coproduktion von UniT und Schauspielhaus Graz, Juni 2003, Uraufführung 1. Mai 2007, Theater im Keller Graz, Inszenierung Alfred Haidacher
- Valse triste, 2003 Inszenierung Markus Schleinzer, Uraufführung November 2004, Kunsthaus Graz
- Demokratie 2004, Inszenierung Deborah Epstein, Uraufführung Juli 2005, Literaturhaus Graz, Hörspiel ORF Jänner 2006
- Am Hund 2004, Inszenierung Constanze Dennig, Uraufführung Februar 2006 Literaturhaus Graz
- Geriatrischer Cocktail 2005, Inszenierung Constanze Dennig, Theater am Lend Graz
- Geliebtes Eierschalenkind 2007, Inszenierung Marc von Henning, Theater am Lend Graz
- “Bauch zur Miete”, 2008, Inszenierung Tobias Lenel, Theater am Lend Graz, szenische Lesung Volkstheater Wien, 2007
- „Homo touristicus“, Inszenierung Marc von Henning, Uraufführung Mai 2007, Schauspielhaus Graz
- „Verhüllte Ermittlung“, 2007, szenische Lesung Volkstheater Wien,
- Schlussapplaus für Oskar W. Puppentheater 2005, Inszenierung Simon Meusburger, Constanze Dennig, Uraufführung Oktober 2009 Schuberttheater Wien, Theater am Lend Graz August 2010
- Two hands.. Phantomschmerz 2006, Inszenierung Simon Meusburger, Constanze Dennig, Schuberttheater Wien, Theater am Lend
- Klassische Liebesschnipsel 2011, Inszenierung Constanze Dennig, Theater am Lend
- Urlaub mit Frau Mann 2008
- Cafe de ja veu 2012 Inszenierung Franz Xaver Zach, Theater am Lend Graz
- "Essen", 2013 Inszenierung Franz Xaver Zach, Theater am Lend Graz

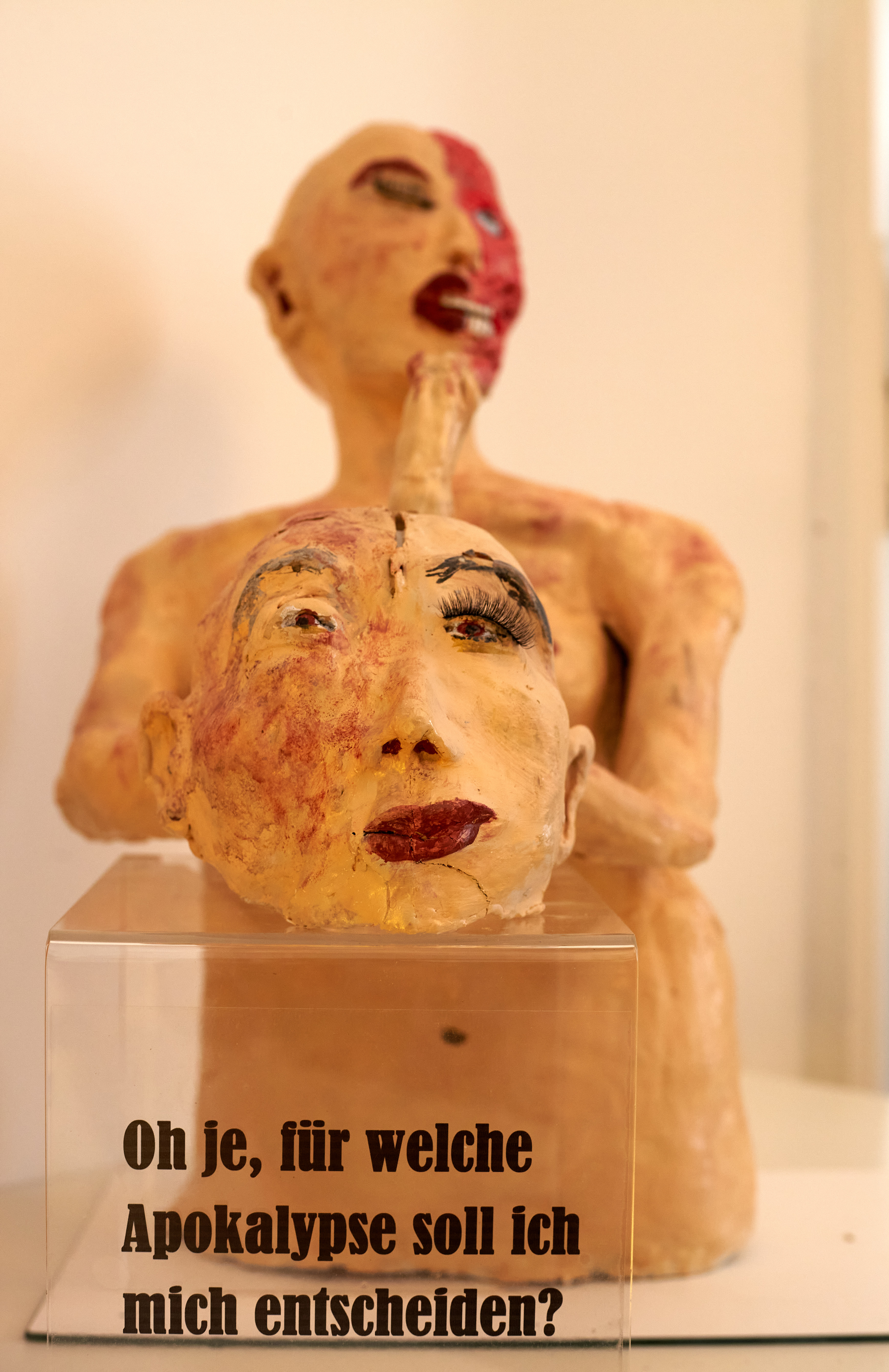

- "Das Missverständnis" 2020